# The Van Pelt
The Van Pelt se formó en la Universidad de Nueva York en 1995 con excantante de Native Nod y guitarrista Chris Leo a la cabeza, los miembros originales de la banda incluyó Brian Maryanski (quien más tarde ingresaría a Jets to Brazil) en la guitarra, Sean Greene en el bajo, y Neil O'Brian en la batería. El primer álbum "Stealing From Our Favorite Thieves" fue lanzado en 1996 por Gern Blandsten Records. Más tarde, Sean P. Greene dejó la banda y fue reemplazado por Toko Yasuda (ex-Blond Redhead en el bajo. Después de esto, graban su segundo álbum "Sultans Of Sentiment", lanzado en 1997 por la misma discográfica. Después de su segundo lanzamiento, la banda se separa en el mismo año, y Chris junto con Toko forman el grupo The Lapse. La banda se reunió en el 2009 para dar su única gira tocando el 20 de junio en el local "Blackcat", Washington D. C., con la banda Frodus, y el 21 de junio en "Kung Fu Necktie", Filadelfia, PA.

## Discografía
- Split 7" w/ Radio To Saturn (1994)
- Split 7" w/ Young Pioneers (1995)
- Split 7" w/ Chisel
- Stealing From Our Favorite Thieves (1996)
- Sultans Of Sentiment (1997)
- Speeding Train (EP, Art Monk Construction, 1997)
- Same As Stone 7" (2005)